# God's River 86A
God's River 86A är ett reservat i Kanada.   Det ligger i provinsen Manitoba, i den sydöstra delen av landet, 1 700 km nordväst om huvudstaden Ottawa. God's River 86A ligger vid sjön Gods Lake.
Trakten runt God's River 86A är nära nog obefolkad, med mindre än två invånare per kvadratkilometer.